# Era (album d'Elvenking)
Pour les articles homonymes, voir Era.
 (janvier 2024).
Si vous disposez d'ouvrages ou d'articles de référence ou si vous connaissez des sites web de qualité traitant du thème abordé ici, merci de compléter l'article en donnant les références utiles à sa vérifiabilité et en les liant à la section « Notes et références ».
Albums de Elvenking
Red Silent Tides
(2010)
Era est le septième album studio du groupe de folk metal et de power metal italien Elvenking. Il est sorti le 14 septembre 2012 sous le label AFM Records. Cet album voit la première apparition du nouveau bassiste Jakob et du nouveau batteur Symohn.
La chanson Poor Little Baroness a été publiée en forme d'un vidéo avec les paroles pour promouvoir la sortie de l'album régulier. Une vidéo a été réalisée pour le morceau The Loser et fut publiée à la même journée que l'album.

## Musiciens
- Damnagoras – chant
- Aydan – guitare
- Rafahel - guitare
- Jakob – basse
- Lethien – violon
- Symohn – batterie

## Musiciens invités
- Jon Oliva (du groupe de rock symphonique Trans-Siberian Orchestra et du groupe de power metal Jon Oliva's Pain- chant
- Teemu Mäntysaari (du groupe de metal extrême finlandais Wintersun) - guitare
- Maurizio Cardullo (du groupe de folk metal italien Folk Stone) - flûtes et cornemuses

## Liste des morceaux
1. The Loser 4:58
2. I Am The Monster 5:11
3. Midnight Skies, Winter Sighs 4:33
4. A Song For The People 1:45
5. We, Animals 4:47
6. Through Wolf's Eyes 3:18
7. Walking Dead 3:44
8. Forget-me-not 5:39
9. Poor Little Baroness 5:18
10. The Time Of Your Life 4:19
11. Chronicle Of A Frozen Era 6:40
12. Ophale (instrumental) 2:46